# Багашвили, Спартак Леванович
Спарта́к Лева́нович Багашви́ли (1914—1977) — грузинский советский актёр. Народный артист Грузинской ССР (1963). Лауреат Сталинской премии первой степени (1941).

## Биография
Родился 25 июля (7 августа) 1914 год в Тифлисе (ныне Тбилиси).
С 1935 года работал как профессиональный киноактёр. Успешным стал дебют в заглавной роли в фильме «Арсен» (1937), принёсший ему большую популярность. Актёр раскрыл социальную глубину характера народного героя, его романтическую увлечённость. Национальная самобытность дарования способствовала его успехам и в других героико-романтических ролях.
В 1944 году окончил актёрскую школу при Тбилисской киностудии.
Умер 1 февраля 1977 года. Похоронен в Дидубийском пантеоне Тбилиси.

## Фильмография
- 1937 — Арсен — главная роль
- 1938 — Великое зарево — Георгий Гудушаури
- 1941 — Каджана — дядя Вано
- 1941 — Огни Колхиды — Тарас Джапаридзе
- 1942—1943 — Георгий Саакадзе — царь Луарсаб II
- 1947 — Колыбель поэта — Важа-Пшавела
- 1963 — Белый караван — бригадир чабанов Ахлоури
- 1964 — Тени забытых предков — Юрко, колдун
- 1964 — Закон гор
- 1965 — Я вижу солнце — Миха
- 1965 — Ниссо
- 1966 — Как солдат от войска отстал — гробовщик
- 1967 — Мольба — Хавтисия
- 1967 — Утренние колокола — Джанкват
- 1968 — Цвет граната — отец поэта
- 1969 — Пиросмани — Карачохвели
- 1970 — Десница великого мастера — Клалундаури
- 1970 — Звезда моего города
- 1970 — Старые мельницы
- 1971 — Перед рассветом — князь
- 1973 — Похищение луны — Меборне
- 1974 — Спелые гроздья
- 1975 — Колхидская баллада

## Награды и премии
- Сталинская премия первой степени (1941) — за исполнение главной роли в фильме «Арсен» (1937) и роли Георгия в фильме «Великое зарево» (1938)
- народный артист Грузинской ССР (1963)
- орден Трудового Красного Знамени (01.04.1938) — за исполнение роли Арсена в кинокартине «Арсен»
- орден Трудового Красного Знамени (06.03.1950) — за выдающиеся заслуги в развитии советской кинематографии, в связи с 30-летием[1]